# Joseph Falaky Nagy
Joseph Falaky Nagy (* 24. Oktober 1954 in Bloomington) ist US-amerikanischer Sprachwissenschaftler.

## Leben
Er erwarb 1974 A.B. in Folklore und Mythologie in Harvard und den Ph.D. in keltischen Sprachen und Literaturen an der Harvard University 1978. Er lehrt als Professor für Englisch an der University of California, Los Angeles (angestellt am Assistant Professor Level 1978; befördert zum Associate Professor am 1. Juli 1984; befördert zum Professor am 1. Juli 1984).
Seine Brüder sind Blaise Nagy, emeritierter Professor für Altertumswissenschaft am College of the Holy Cross und Gregory Nagy, emeritierter Professor für Altertumswissenschaft an der Harvard University.

## Schriften (Auswahl)
- The wisdom of the outlaw. The boyhood deeds of Finn in Gaelic narrative tradition. University of California Press, Berkeley CA u. a. 1985, ISBN 0-520-05284-6.
- Conversing with angels and ancients. Literary myths of medieval Ireland. Cornell University Press, Ithaca NY u. a. 1997, ISBN 0-8014-3300-2.
- The poetics of absence in Celtic tradition. University of Wales – Centre for Advanced Welsh and Celtic Studies, Aberystwyth 2003, ISBN 0-947531-12-2.
- Writing down the myths (= Cursor mundi. 17). Brepols, Turnhout 2012, ISBN 978-2-503-54218-8.